# 拉玛二世
帕佛陀洛羅那帕萊（1767年2月24日—1824年7月21日），即拉瑪二世（Rama II），獲得清朝嘉慶帝冊封為「暹羅王」，為泰国（暹羅）扎克里王朝第二代國王，1809年至1824年在位。本名钦。《清實錄》稱之為鄭佛，《大南實錄》稱之為昭六書。
拉瑪二世於1809年繼承父親拉瑪一世之位。在位期間國內大致和平，沒有大型軍事衝突。二世王在位時期被認為是拉達那哥欣文學的黃金時期。二世王贊助了許多宮廷詩人，其本人也是一位享有聲望的詩人和藝術家。這些宮廷詩人中最著名的就是《帕阿派玛尼》的作者顺通铺。

## 生平
拉玛二世原名钦（ฉิม），是拉玛一世的长子，出生在沙没颂堪府，此时的拉玛一世还是吞武里王朝国王郑昭的得力干将。郑昭晚年昏庸多疑，在1782年派拉玛一世征讨柬埔寨时，将拉玛一世的家小扣作人质。不久，郑昭在一次政变中被推翻，拉玛一世回师国内，平定叛乱并建立扎克里王朝。钦被父亲册立为王子，封号为頌德·帕昭·盧亞特·昭法·恭瑪·鑾·伊沙拉頌吞（สมเด็จพระเจ้าลูกยาเธอ เจ้าฟ้ากรมหลวงอิศรสุนทร）。
伊沙拉頌吞同诗素拉莱结婚，生下了后来的拉玛三世；然而他却同表妹诗素里延发生暧昧关系。1801年，拉玛一世发现诗素里延怀孕四个月，大怒，将诗素里延逐出宫廷。伊沙拉頌吞向拉玛一世求情，在王妃昭冲文的斡旋下，拉玛一世同意让伊沙拉頌吞迎娶诗素里延。这个婴儿在出生不久后便夭折了，但后来诗素里延为伊沙拉頌吞又生下了拉玛四世和宾告副王。
1806年，副王索拉·辛哈那逝世，伊沙拉頌吞被任命为新任副王，成为皇位继承人，封号为頌德·帕·博翁拉昭·瑪哈·伊沙拉頌吞（สมเด็จพระบวรราชเจ้ามหาอิศรสุนทร）。1809年，拉玛一世死去，伊沙拉頌吞繼位。
拉玛二世在位前期，曾与缅甸贡榜王朝发生战争。1811年，因柬埔寨王安赞二世背叛暹罗向越南阮朝朝贡，拉玛二世派兵入侵柬埔寨，扶持安斯农（Ang Snguon，匿螉原）夺位。越南于1813年派兵扶持安赞二世归国复位，安斯农逃往暹罗。暹罗同越南达成和解，柬埔寨同时向暹罗和越南朝贡。1786年，暹罗的附庸吉打苏丹国将槟城割让给英属东印度公司，使拉玛二世很不满。1821年，暹罗入侵吉打，使暹罗与英属东印度公司的关系恶化。
拉玛二世也是一位诗人，在位期间是泰国历史上文学发展的黄金时期，顺通铺等著名诗人都曾受到他的保护，他还召集贵族编修国史。
拉玛二世于1809年遣使前往清朝朝贡，自稱鄭佛，请求册封。嘉慶帝封其為暹羅王。此后，又于1812年、1815年、1819年和1822年向清朝朝贡。

## 名字
如其他暹羅貴族人士一樣，欽的名字隨著其身份變化也不斷變化。
欽生平不使用拉瑪二世這一稱謂。後來六世王瓦栖拉兀在留學英國期間覺得歷代暹羅國王名字太長難以向西方人介紹，才以「拉瑪某世」之名稱呼扎克里王朝歷代國王。
- 1767年—1782年：奈·欽
- 1782年—1808年：頌德昭披耶·盧耶·特·昭法·恭瑪·鑾·伊沙拉頌吞（สมเด็จพระเจ้าลูกยาเธอ เจ้าฟ้ากรมหลวงอิศรสุนทร）
- 1808年—1809年：頌德拍·博翁·拉昭·瑪哈·伊沙拉頌吞（สมเด็จพระบวรราชเจ้ามหาอิศรสุนทร）
- 1809年—1824年：拍巴·頌德拍·佛陀洛羅那帕萊（พระบาทสมเด็จพระพุทธเลิศหล้านภาลัย）
- 四世王追贈：拍巴·拍·博龍瑪拉乍邦則·瑪海宣頌吞·拍·佛陀·洛羅那帕萊[7]